# Dickson Prize in Medicine
Der Dickson Pize in Medicine wurde 1969 von Joseph Z. Dickson und Agnes Fischer Dickson gestiftet. Er wird jährlich von der University of Pittsburgh vergeben und zeichnet US-Bürger aus, die wesentliche Beiträge zur Medizin geleistet haben. Das Preisgeld beträgt 50.000 US-Dollar, dazu gehören eine Bronze-Medaille und eine Vorlesung. 17 der 57 Preisträger haben später einen Nobelpreis erhalten (Stand Oktober 2024).
Der Dickson Prize in Science wird jährlich von der Carnegie Mellon University verliehen.

## Preisträger
In Klammern das Jahr eines Nobelpreises für Physiologie oder Medizin (oder Chemie)
- 1971 Earl Wilbur Sutherland (1971)
- 1972 Solomon Aaron Berson und Rosalyn Sussman Yalow (1979)
- 1973 John Heysham Gibbon
- 1974 Stephen W. Kuffler
- 1975 Elizabeth F. Neufeld
- 1976 Frank J. Dixon
- 1977 Roger Guillemin (1977)
- 1978 Paul Greengard (2000)
- 1979 Bert O’Malley
- 1980 David H. Hubel  (1981) und Torsten N. Wiesel (1981)
- 1981 Philip Leder
- 1982 Francis H. Ruddle
- 1983 Eric R. Kandel (2000)
- 1984 Solomon H. Snyder
- 1985 Robert Charles Gallo
- 1986 J. Michael Bishop (1989)
- 1987 Elvin A. Kabat
- 1988 Leroy Hood
- 1989 Bernard Moss
- 1990 Ernst Knobil
- 1991 Phillip A. Sharp (1993)
- 1992 Francis Sellers Collins
- 1993 Stanley B. Prusiner (1997)
- 1994 Bert Vogelstein
- 1995 Ronald M. Evans
- 1996 Philippa Marrack
- 1997 Edward Everett Harlow, Jr. und Eric Lander
- 1998 Richard D. Klausner
- 1999 James E. Darnell
- 2000 Elizabeth H. Blackburn (2009)
- 2001 Robert G. Roeder
- 2002 C. David Allis
- 2003 Susan Lindquist
- 2004 Elaine Fuchs
- 2005 Ronald W. Davis
- 2006 Roger D. Kornberg (2006 Chemie)
- 2007 Carol W. Greider (2009)
- 2008 Randy W. Schekman (2013)
- 2009 Victor R. Ambros (2024)
- 2010 Stephen J. Elledge
- 2011 J. Craig Venter
- 2012 Brian J. Druker
- 2013 Huda Y. Zoghbi
- 2014 Jeffrey I. Gordon
- 2015 Karl Deisseroth
- 2016 Jennifer Doudna (2020 Chemie)
- 2017 David M. Sabatini
- 2018 Bonnie Bassler
- 2019 Ruslan Medzhitov
- 2020 James J. Collins
- 2021 Cynthia Kenyon
- 2022 Carolyn Bertozzi (2022 Chemie)
- 2023 Clifford Brangwynne
- 2024 Leslie B. Vosshall
- 2025 Cato T. Laurencin